# Dissoluzione del Sacro Romano Impero

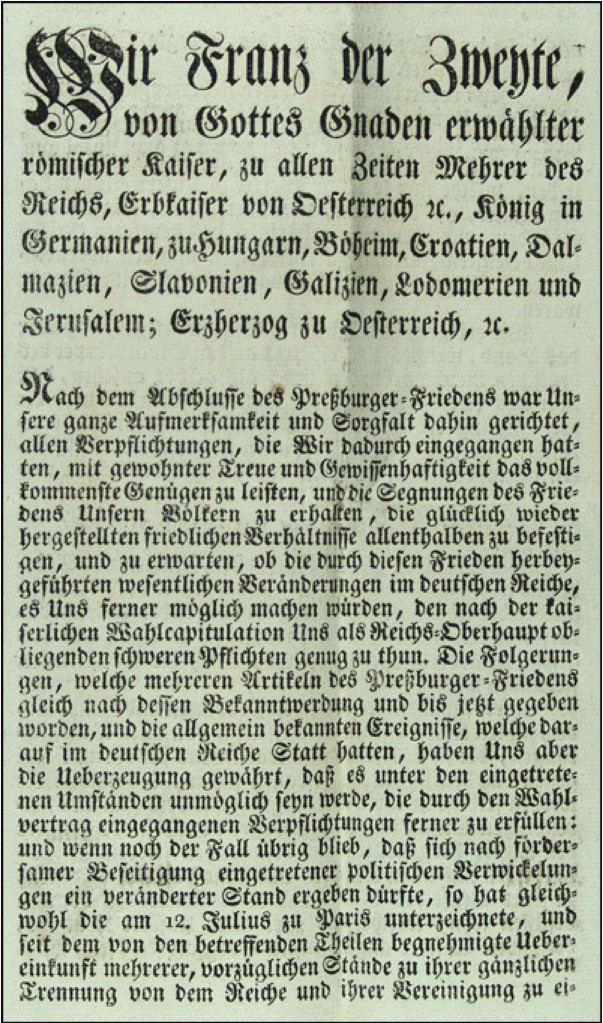
Versione stampata della dichiarazione di abdicazione di Francesco II

La dissoluzione del Sacro Romano Impero avvenne il 6 agosto 1806, quando l'ultimo imperatore, Francesco II d'Asburgo-Lorena, abdicò, liberando tutti gli Stati e funzionari imperiali dai loro giuramenti e obblighi verso l'impero.
Il declino del Sacro Romano Impero fu un processo molto lungo, iniziato già da tempo e specialmente tra i secoli XVI e XVII, quando la formazione dei primi Stati moderni, che rivendicavano sovranità e giurisdizione al di sopra di un determinato territorio, minacciò il potere universale reclamato dagli imperatori germanici. Questa decadenza raggiunse il culmine dopo che l'impero fu coinvolto nelle guerre rivoluzionarie francesi e nelle guerre napoleoniche, durante le quali, dopo essersi inizialmente difeso, iniziò a subire una sconfitta dopo l'altra. La peggiore fu quella subita nella battaglia di Austerlitz, in seguito alla quale molti degli Stati dell'impero entrarono a far parte della Confederazione del Reno, uno Stato satellite francese. Fu allora che Francesco II, per evitare che Napoleone potesse eventualmente proclamarsi anche imperatore del Sacro Romano Impero, decise di abdicare, optando per il nuovo titolo di imperatore d'Austria.

## Le guerre con la Francia rivoluzionaria e Napoleone

### Il coinvolgimento dell'impero nelle guerre contro la Francia
Durante le guerre rivoluzionarie francesi inizialmente il Sacro Romano Impero si difese bene, per poi iniziare progressivamente a subire sconfitte dopo che la Prussia abbandonò lo sforzo bellico, portando con sé le risorse e le forze militari della Germania del nord per concentrarsi sui suoi territori in Polonia. L'uscita della Prussia lasciò l'Austria come unica protettrice degli Stati dell'impero, i quali iniziarono a considerare di arrendersi e firmare proprie paci separate con la Francia. Quando nel 1796 il Ducato del Württemberg e il Margraviato del Baden aprirono trattative formali con la Francia, gli eserciti di questi due Stati furono sciolti e disarmati, accentuando il risentimento popolare contro l'imperatore Francesco II; ciò, unito alle continue sconfitte militari, diffuse l'idea che l'imperatore asburgico non fosse più in grado di proteggere i suoi vassalli in Germania.

### Reazione all'incoronazione di Napoleone Bonaparte e proclamazione dell'Impero austriaco

Jacques-Louis David, L'incoronazione di Napoleone, 1805, Museo del Louvre

Il 2 dicembre 1804 Napoleone Bonaparte si autoproclamò imperatore dei francesi. All'incoronazione era presente anche papa Pio VII, che probabilmente temeva un'invasione francese dello Stato Pontificio. Era chiaro che Napoleone aveva collegato simbolicamente la sua incoronazione a quella di Carlo Magno, avvenuta il 25 dicembre 800, come si può vedere dalla somiglianza tra il suo titolo, "Imperatore dei Francesi", e quello di "Imperatore dei Romani", utilizzato da Francesco II e da tutti i sovrani germanici prima di lui. Con la sua presenza alla cerimonia, Pio VII approvò simbolicamente il trasferimento del potere (translatio imperii) dal Sacro Romano Impero all'Impero francese. L'incoronazione ricevette reazioni contrastanti: sebbene un ritorno alla monarchia in seguito alla rivoluzione fosse ben accolto, si temeva che la proclamazione di Napoleone a imperatore potesse spingere gli altri sovrani europei a fare lo stesso, annullando quindi il potere universale dell'imperatore del Sacro Romano Impero. Tuttavia, i funzionari austriaci si resero immediatamente contro che, se avessero rifiutato di riconoscere Napoleone come imperatore, sarebbe proseguita la guerra con la Francia, la quale però aveva già accettato la parità con l'Austria e la sottomissione al Sacro Romano Impero. Fu così che, l'11 agosto 1804, Francesco II si proclamò imperatore d'Austria (senza una nuova incoronazione, poiché aveva già ricevuto quella imperiale), per pareggiare la situazione con la Francia e per rendere gli Asburgo pari agli altri imperatori europei (il titolo di imperatore del Sacro Romano Impero era considerato puramente onorifico). Nacque così l'Impero austriaco, che riuniva tutti i domini personali di Francesco II (Austria, Boemia ed Ungheria).

### La pace di Presburgo
La guerra della Terza coalizione arrivò troppo presto per il neonato Impero austriaco. Sconfitto il 2 dicembre 1805 nella battaglia di Austerlitz, l'impero dovette accettare le condizioni imposte dalla pace di Presburgo. La Baviera, il Baden e il Württemberg ottennero la plénitude de la souveraineté (piena sovranità) mentre rimase incerto se il Ducato di Cleves, il Ducato di Berg e la Contea di Mark sarebbero rimasti feudi imperiali o sarebbero diventati parte dell'Impero francese. Il trattato segnò la fine giuridica, se non di fatto, del Sacro Romano Impero: l'imperatore Francesco II dovette rinunciare al suo titolo poco dopo (1806), mantenendo però quello di imperatore d'Austria come Francesco I, e fu obbligato a riconoscere Napoleone come imperatore una volta per tutte.

## La formazione della Confederazione del Reno
Per la prima metà del 1806, la Baviera, il Baden e il Württemberg, che in seguito alla pace di Presburgo avevano ottenuto la sovranità, tentarono di rimanere indipendenti sia dall'Austria sia da Napoleone. Quest'ultimo però voleva far sì che quei territori entrassero a far parte per sempre dell'Impero francese e quindi iniziò a far loro pressioni per la creazione di una confederazione germanica. Il 12 luglio 1806 questi tre Stati, insieme ad altri minori, formarono così la Confederazione del Reno, di fatto uno stato satellite dipendente dalla Francia. Il 1º agosto il Reichstag fu informato da un inviato francese che Napoleone non riconosceva più l'esistenza del Sacro Romano Impero, e lo stesso giorno nove dei principi che avevano formato la Confederazione del Reno emisero un proclama in cui affermavano che il Sacro Romano Impero era già crollato e aveva cessato di funzionare a causa della sconfitta nella battaglia di Austerlitz.

## Abdicazione di Francesco II

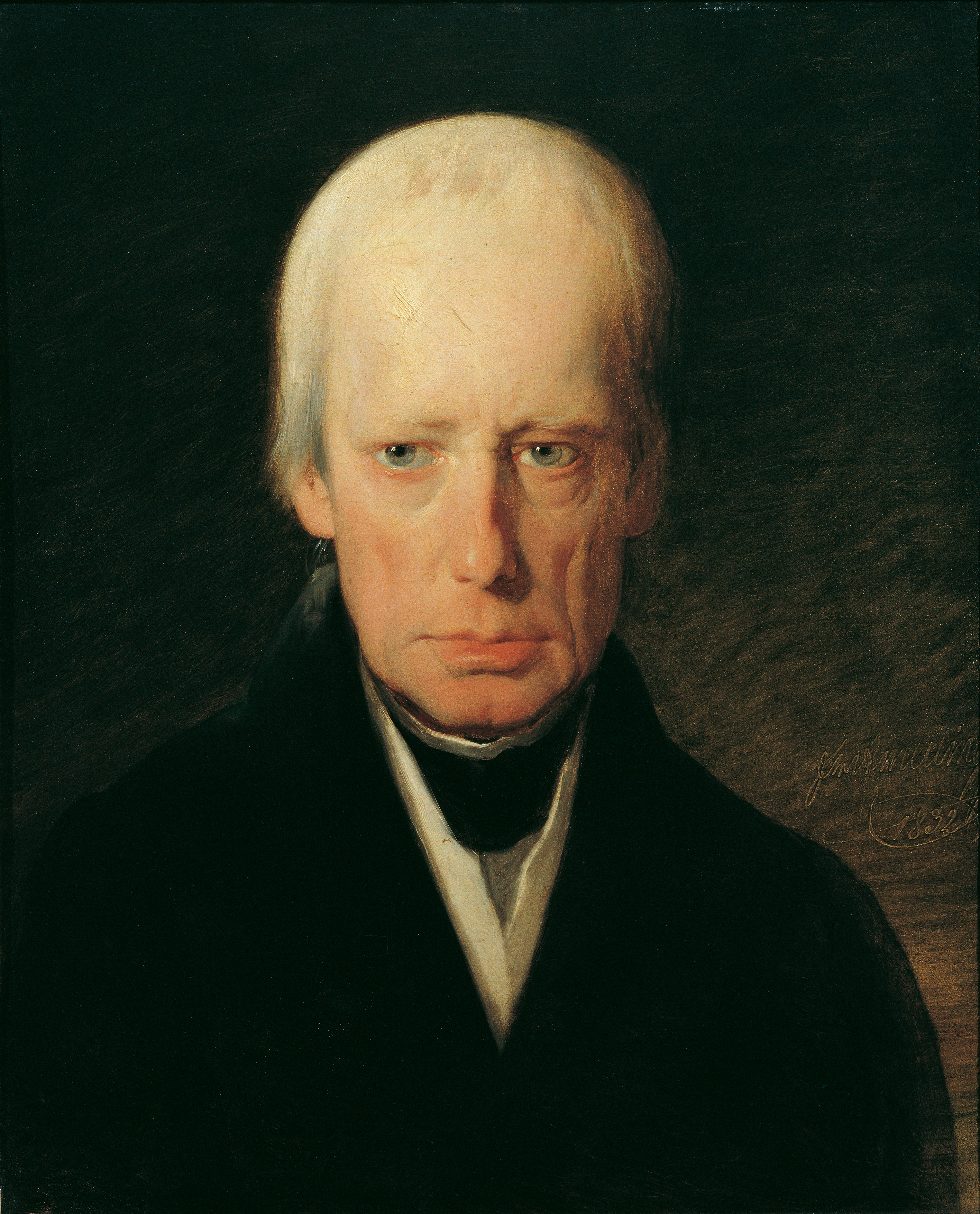
Ritratto di Francesco II d'Asburgo-Lorena, ultimo imperatore del Sacro Romano Impero e primo imperatore austriaco, realizzato da Friedrich von Amerling

L'Austria fu lenta a reagire al ritmo incalzante degli eventi. Già il 17 giugno 1806 Francesco II aveva preso la decisione di abdicare e inviò il diplomatico Klemens von Metternich in missione a Parigi per conoscere le intenzioni di Napoleone, il quale le espresse chiaramente in un ultimatum che chiedeva a Francesco di abdicare entro il 10 agosto. L'opinione generale dell'alto comando austriaco era comunque che l'abdicazione fosse inevitabile e che dovesse essere combinata con la dissoluzione del Sacro Romano Impero, percepita come necessaria, in quanto avrebbe impedito a Napoleone di acquisire il titolo imperiale. Sebbene non vi siano prove concrete che Napoleone aspirasse effettivamente a diventare Imperatore del Sacro Romano Impero, è possibile che abbia considerato l'idea, soprattutto dopo aver formato la Confederazione del Reno e aver sconfitto l'Austria all'inizio del 1806. Più che temere un'eventuale usurpazione del titolo da parte di Napoleone, l'abdicazione aveva anche lo scopo di dare tempo all'Austria di riprendersi dalle perdite subite, poiché si presumeva che la Francia le avrebbe fatto qualche concessione. La mattina del 6 agosto 1806, l'araldo imperiale del Sacro Romano Impero cavalcò dall'Hofburg alla Chiesa Gesuita dei Nove Cori degli Angeli, a Vienna, da un balcone che si affacciava su una grande piazza. Copie scritte del proclama furono inviate ai diplomatici della monarchia asburgica l'11 agosto, insieme a una nota che informava gli ex principi dell'impero che l'Austria avrebbe risarcito coloro che erano stati pagati dall'erario imperiale. L'abdicazione non riconosceva l'ultimatum francese, ma sottolineava che l'interpretazione della pace di Presburgo da parte dei possedimenti imperiali rendeva impossibile per Francesco adempiere agli obblighi imperiali. Gli imperatori del Sacro Romano Impero avevano lasciato il trono altre volte in passato, ma l'abdicazione di Francesco II fu unica. Mentre le precedenti abdicazioni avevano restituito la corona imperiale agli elettori affinché potessero proclamare un nuovo imperatore, l'abdicazione di Francesco II sciolse l'impero stesso, e non ci furono più elettori. In conclusione, il 6 agosto 1806, con la rinuncia al titolo imperiale di Francesco II, finì una volta per tutte il Sacro Romano Impero.